# قربه (نابل)
قربه (به عربی: قربة) یک منطقهٔ مسکونی در تونس است که در استان نابل واقع شده‌است. قربه ۴۸٬۳۱۴ نفر جمعیت دارد.